# Alcannina
L'alcannina è un colorante naturale, un polifenolo bifunzionale di un naftochinone. Deve il nome alla pianta da cui si estrae: l'Alkanna tinctoria, tipica del sud della Francia.
È utilizzata come colorante alimentare e, nella cosmesi, è una nota tintura per capelli, che rappresenta un'alternativa all'Henné. Come additivo alimentare è utilizzata in Australia, mentre nell'Unione europea, dove è riconosciuta con il codice E103, non è più approvata per l'uso.